# 拉奇伍德 (愛荷華州)
拉奇伍德（英語：Larchwood）是一個位於美國愛荷華州萊昂縣的城市。

## 地理
拉奇伍德的座標為43°27′16″N 96°26′6″W / 43.45444°N 96.43500°W，而該地的平均海拔高度為450米（即1476英尺）。

## 人口
根據2010年美國人口普查的數據，拉奇伍德的面積為2.56平方千米，當中陸地面積為2.56平方千米，而水域面積為0.00平方千米。當地共有人口866人，而人口密度為每平方千米338人。